# Ann Hui
Ann Hui On-wah (cinese tradizionale: 許鞍華; pinyin: Xǔ Ānhuá; Anshan, 23 maggio 1947) è una regista cinese di Hong Kong nata da padre cinese e madre giapponese.
È una dei registi più acclamati nella scena new wave di Hong Kong. Le è stato conferito il Leone d'oro alla carriera alla 77ª Mostra internazionale d'arte cinematografica di Venezia.

## Biografia
Hui è nata ad Anshan, in Cina. La sua famiglia si trasferì successivamente a Macao, e poi ad Hong Kong quando lei aveva solo cinque anni. Ann ha studiato alla St. Paul's Convent School. Ha studiato inglese e letteratura comparata all'università di Hong Kong fino al 1972, quando ha ricevuto il master, prima di passare due anni alla London International Film School. Tornò ad Hong Kong nel 1975, ed entrò nell'emittente TVB come regista, dirigendo diverse serie televisive e documentari su 16 mm. Durante questo periodo, è da ricordare in particolare il ruolo che ha ricoperto come assistente di King Hu. Il più importante lungometraggio che produsse in questo periodo è stato Boy From Vietnam (1978), il suo primo film sul Vietnam, nonché prima parte della sua "trilogia vietnamita".

### Dalla televisione al cinema
Hui lasciò nel 1979 le produzioni televisive, eseguendo il suo primo lungometraggio cinematografico The Secret, un thriller misterioso basato su un caso realmente avvenuto di omicidio, la cui attrice protagonista era la taiwanese Sylvia Chang. Esso fu immediatamente indicato come film importante della storia della new wave hongkonghese. The Spooky Bunch (1981) è stato il tentativo di Ann nel genere delle storie di fantasmi, mentre The Story of Woo Viet (1981) segnava il continuo della sua trilogia vietnamita. Hui ha sperimentato diversi effetti speciali ed angolazioni audaci; la sua preoccupazione in materia politica e sociale è ricorrente nella maggior parte dei suoi film seguenti. Boat People (1982), la terza parte della sua trilogia vietnamita, è il più famoso dei suoi film degli inizi. Esamina le sofferenze degli immigrati vietnamiti dopo la guerra del Vietnam.
Durante la metà degli anni '80, Hui continuò a produrre una sequenza di opere acclamate dalla critica. Love in a Fallen City (1984) era basato su un romanzo di Eileen Chang. L'ambizioso adattamento wuxia in due parti del primo romanzo di Louis Cha, The Book and the Sword, fu diviso in The Romance of the Book and Sword (1987) e Princess Fragrance (1987). Il 1990 vide venire alla luce uno dei suoi lavori più importanti finora realizzati, il semi-autobiografico The Song of Exile. Il film esamina a fondo la perdita d'identità, il disorientamento e la disperazione che si trova ad affrontare una madre in esilio, ed una figlia che deve affrontare scontri di culture e storicità. Nel film come nella realtà, la madre di Hui è giapponese.

### Dopo la pausa
Dopo una breve pausa, durante la quale tornò momentaneante alle produzioni televisive, Hui è tornata con il film Summer Snow (1995), la storia di una donna di mezza età che prova a tener testa ai problemi giornalieri della sua famiglia ed un suocero malato di Alzheimer. Eighteen Springs (1997) riprende un romanzo di Eileen Chang. Il suo Ordinary Heroes (1999), storia degli attivisti politici cinesi e di Hong Kong dagli anni '70 agli anni '90, le ha fatto vincere il premio come "Miglior lungometraggio" ai Golden Horse Awards.
Nel 2002, il suo July Rhapsody, film compagno di Summer Snow in quanto storia di un insegnante uomo di mezza età che si trova a fronteggiare la sua crisi di mezza età, è stato pubblicato ad Hong Kong e dintorni con giudizi favorevoli. Il suo film Jade Goddess of Mercy (2003) è un adattamento di un romanzo dello scrittore cinese Hai Yan.

## Filmografia

### Regista

#### Cinema
- The Secret (Fung gip) (1979)
- Boat People (Zhuang dao zheng) (1980)
- Woo Yuet dik goo si (1981)
- Tau ban no hoi (1982)
- Qing cheng zhi lian (1984)
- Shu jian en chou lu (1987)
- Xiang xiang gong zhu (1987)
- Jin ye xing guang can lan (1988)
- Siu ngo gong woo, co-regia di Siu-Tung Ching, Hu Jinquan, Raymond Lee, Tsui Hark e Yeung-Wah Kam (1990)
- Ke tu qiu hen (1990)
- Ji dao zhui zong (1991)
- Shanghai jiaqi (1991)
- Shao nian yu ying xiong (1993)
- A Jin de gu shi (1996)
- Ban sheng yuan (1997)
- Qian yan wan yu (1999)
- You ling ren jian (2001)
- Nam yan sei sap (2002)
- Yu guanyin (2003)
- Yi ma de hou xian dai sheng huo (2006)
- Tin shui wai dik yat yu ye (2008)
- Tin shui wai dik ye yu mo (2009)
- Duk haan chau faan (2010)
- A Simple Life (Tao jie) (2011)
- Beautiful 2012, co-regia di Gu Changwei, Tae-yong Kim e Tsai Ming-liang (2012) - (segmento "My Way")
- Huang jin shi dai (2014)
- Ming yue ji shi you (2017)
- Love After Love (2020)
- Baat Bou Bun, co-regia di Sammo Kam-Bo Hung, Ringo Lam, Patrick Tam, Johnnie To, Tsui Hark e Yuen Wo Ping (2020)
- Confetti, (2020)

#### Televisione
- Si ji san ha - serie TV (1972)
- Qu ri ku duo, co-regia di Vincent Chui - documentario TV (1997)

### Regista e attrice

#### Cinema
- Nu ren si shi (1995)

### Attrice

#### Cinema
- Ai sha, regia di Patrick Tam (1981)
- Winners and sinners (Qi mou miao ji: Wu fu xing), regia di Sammo Hung (1983)
- Xiao xing chuang di qiu, regia di David Wu (1990)
- Lang man feng bao, regia di Patrick Leung (1996)
- Gam chi yuk yip 2, regia di Peter Chan (1996)
- Il fiume (He liu), regia di Tsai Ming-liang (1997)
- Gong woo gau gap, regia di Dante Lam (2000)
- Dei gau tin cheung, regia di Raymond To (2001)
- Choh luen kwong cha min, regia di Thomas Chow (2001)
- Yi wen ji bao biao, regia di Abe Kwong e Chi Wah Wong (2002)
- Ngoh yiu sing ming, regia di Lawrence Ah Mon (2006)
- Simply Actors (Hei wong ji wong), regia di Hing-Ka Chan e Patrick Leung (2007)
- Sui yuet san tau, regia di Alex Law (2010)
- Jìyuántái qīhào, regia di Yonfan (2019) - voce